# Майк Мітчелл
Майк Мітчелл (нар. 1970/71) американський кінорежисер, продюсер, актор, художник-мультиплікатор. Став відомий завдяки режисеруванню фільму Пережити Різдво, Вищий пілотаж і Шрек назавжди кінокомпанії DreamWorks Animation.

## Фільмографія
- 1993 — The Itsy Bitsy Spider (TV)
- 1993 — Різдво Франні / Frannie's Christmas
- 1996 — Мисливці за головами / Bounty Hunters
- 1999 — Чоловік за викликом / Deuce Bigalow: Male Gigolo
- 1999 — Herd
- 2002 — Greg the Bunny (TV)
- 2004 — Пережити Різдво / Surviving Christmas
- 2005 — Вищий пілотаж / Sky High
- 2007 — The Loop (TV)
- 2009 — Шрек йде четвертим / Shrek Goes Fourth

## Життя й кар'єра
Мітчелл народився в Оклахома-Сіті, Оклахома, син Джулії Бейкер та Роберта Мітчела, адвоката, колишнього глави Oklahoma Pardon and Parole Board. He graduated from Putnam City North High School, і згодом переїхав до Лос-Анджелеса аби відвідувати Каліфорнійський інститут мистецтв. Працюючи для таких кіновиробників, як Тім Бертон та Спайк Джонз, Мітчелл став довершеним ілюстратором. Він розпочав власну кар'єру як режисер The Itsy Bitsy Spider Метта О'Каллагаана. Він спочатку одержав критичні зауваження, коли долучився до написання вже знятого невеличкого фільму «Herd», який здобув винагороди на декількох кінофестивалях, включаючи Spirit of Slamdance Award у 1999 на Slamdance Festival.